# Otto Vortisch
Otto Vortisch (* 19. Dezember 1897 in Plaue; † 22. Mai 1971 in Berlin) war ein deutscher Politiker (SPD).
Vortisch verließ 1914 das Gymnasium, da der Erste Weltkrieg begann. Als Soldat geriet er 1917 in französische Kriegsgefangenschaft. Er konnte dort fliehen und legte anschließend das Abitur ab. In den Universitäten in Berlin, Leipzig und Halle studierte er unter anderem Rechts- und Staatswissenschaften. Vortisch wurde Rechtsanwalt und ab 1928 Notar in Berlin. Im Zweiten Weltkrieg arbeitete er ab 1940 in der Wehrmachtsverwaltung.
Nach dem Krieg wurde Vortisch Abteilungsleiter in der Deutschen Zentralverwaltung für Verkehr in der Sowjetischen Besatzungszone. 1945 wurde er auch Mitglied der SPD. Im folgenden Jahr betrieb er eine Rechtsanwalts- und Notarskanzlei in Berlin. Durch die zunehmenden politischen Schwierigkeiten wechselte er 1949 von Ost-Berlin nach West-Berlin. Ab 1949 arbeitete er in der Senatsverwaltung für Inneres.
Bei der Berliner Wahl 1954 wurde Vortisch erstmals in das Abgeordnetenhaus gewählt, dem er anschließend bis März 1971 angehörte.